# 昨日の敵は今日の友 (テレビドラマ)
昨日の敵は今日の友（きのうのてきはきょうのとも）はNHKで2000年1月5日～2月9日に放送されたテレビドラマ。

## キャスト
- 友田かおり：浅野ゆう子[2]
- 白木恭子：原田美枝子
- 小川隆夫：内野聖陽
- 小川晃一：山口祐一郎
- 小川晃造：大滝秀治
- 小川美紀：吉野紗香
- 白鳥哲
- 白川由美
- 岡本信人
- 有川博
- 児玉多恵子
- 花原照子

## スタッフ
- 作 - 相良敦子[1]
- 音楽 - 都留教博[1]
- 制作統括 - 浅野加寿子[1]
- 演出 - 富沢正幸[1]、勝田夏子[1]

## 主題曲
- 「スタンド・バイ・ミー」

## サブタイトル
1. 突然の恋
2. それでも結婚？
3. 兄嫁vs弟嫁
4. あぶない二人
5. 意地のはりあい
6. スタンド・バイ・ミー